# Brachysarthron inerme
Brachysarthron inerme är en skalbaggsart som beskrevs av Aurivillius 1925. Brachysarthron inerme ingår i släktet Brachysarthron och familjen långhorningar.
Artens utbredningsområde är Angola. Inga underarter finns listade.